# Märchenmotive auf Kleinbogen der Deutschen Post der DDR
Die Deutsche Post der DDR gab in den Jahren 1966 bis 1985 eine Reihe von Kleinbogen mit Märchenmotiven aus. 
Von den 15 Ausgaben zeigen neun Motive aus Grimms Märchen und fünf solche aus Märchen von Hans Christian Andersen, Alexei Tolstoi und Alexander Sergejewitsch Puschkin.
Der letzte Kleinbogen aus dem Jahr 1985 zeigt eine Auswahl aus Grimms Märchen.
Die Deutsche Bundespost hatte bereits von 1959 bis 1967 jeweils vier Motive aus Grimms Märchen als Wohlfahrtsmarken ausgegeben.

## Liste der Ausgaben und Motive
Legende
- Bild: Eine bearbeitete Abbildung der genannten Marke. Das Verhältnis der Größe der Briefmarken zueinander ist in diesem Artikel annähernd maßstabsgerecht dargestellt. Sollten keine Marken abgebildet sein, liegt es daran, dass das Urheberrecht des Künstlers noch nicht erloschen ist.
- Beschreibung: Eine Kurzbeschreibung des Motivs und/oder des Ausgabegrundes. Bei ausgegebenen Serien oder Blocks werden die zusammengehörigen Beschreibungen mit einer Markierung versehen eingerückt.
- Wert: Der Frankaturwert der einzelnen Marke in Pfennig. Ein „+“ bedeutet, dass es sich um eine Zuschlagsmarke handelt (= Frankaturwert + Spende).
- Ausgabedatum: Das Datum des erstmaligen Verkaufs dieser Briefmarke.
- Auflage: Soweit bekannt, wird hier die zum Verkauf angebotene Anzahl dieser Ausgabe angegeben.
- Entwurf: Soweit bekannt, wird hier angegeben, von wem der Entwurf dieser Marke stammt.
- Mi.-Nr.: Diese Briefmarke wird im Michel-Katalog unter der entsprechenden Nummer gelistet.

| Bild                                  | Beschreibung | Wert              | Ausgabe- datum    | Auflage                         | Entwurf                         | Mi.-Nr. |
|                                       | Märchen (I): Tischlein deck dich Märchen der Gebrüder Grimm - Der erste Sohn verläßt den Vater                                          | 5                 | 8. Dezember 1966  | 2.000.000                       | Klaus Hennig und Gerhard Bläser | 1236    |
| - Tischlein deck dich                 | 10 | 8. Dezember 1966  | 2.000.000         | Klaus Hennig und Gerhard Bläser | 1237                            |         |
| - Der diebische Wirt                  | 20 | 8. Dezember 1966  | 2.000.000         | Klaus Hennig und Gerhard Bläser | 1238                            |         |
| - Goldesel streck dich                | 25 | 8. Dezember 1966  | 2.000.000         | Klaus Hennig und Gerhard Bläser | 1239                            |         |
| - Knüppel aus dem Sack                | 30 | 8. Dezember 1966  | 2.000.000         | Klaus Hennig und Gerhard Bläser | 1240                            |         |
| - Rückkehr des dritten Sohnes         | 50 | 8. Dezember 1966  | 2.000.000         | Klaus Hennig und Gerhard Bläser | 1241                            |         |
|                                       | Märchen (II): König Drosselbart Märchen der Gebrüder Grimm - Szene aus dem Märchen                                                      | 5                 | 27. November 1967 | 2.000.000                       | Gerhard Bläser                  | 1323    |
| - Szene aus dem Märchen               | 10 | 27. November 1967 | 2.000.000         | Gerhard Bläser                  | 1324                            |         |
| - Szene aus dem Märchen               | 15 | 27. November 1967 | 2.000.000         | Gerhard Bläser                  | 1325                            |         |
| - Szene aus dem Märchen               | 20 | 27. November 1967 | 2.000.000         | Gerhard Bläser                  | 1326                            |         |
| - Szene aus dem Märchen               | 25 | 27. November 1967 | 2.000.000         | Gerhard Bläser                  | 1327                            |         |
| - Szene aus dem Märchen               | 30 | 27. November 1967 | 2.000.000         | Gerhard Bläser                  | 1328                            |         |
|                                       | Märchen (III): Der gestiefelte Kater Märchen der Gebrüder Grimm - Szene aus dem Märchen                                                 | 5                 | 27. November 1968 | 2.000.000                       | Gerhard Bläser                  | 1426    |
| - Szene aus dem Märchen               | 10 | 27. November 1968 | 2.000.000         | Gerhard Bläser                  | 1427                            |         |
| - Szene aus dem Märchen               | 15 | 27. November 1968 | 2.000.000         | Gerhard Bläser                  | 1428                            |         |
| - Szene aus dem Märchen               | 20 | 27. November 1968 | 2.000.000         | Gerhard Bläser                  | 1429                            |         |
| - Szene aus dem Märchen               | 25 | 27. November 1968 | 2.000.000         | Gerhard Bläser                  | 1430                            |         |
| - Szene aus dem Märchen               | 30 | 27. November 1968 | 2.000.000         | Gerhard Bläser                  | 1431                            |         |
|                                       | Märchen (IV): Jorinde und Joringel Märchen der Gebrüder Grimm - Szene aus dem Märchen                                                   | 5                 | 18. März 1969     | 2.500.000                       | Gerhard Bläser                  | 1450    |
| - Szene aus dem Märchen               | 10 | 18. März 1969     | 2.500.000         | Gerhard Bläser                  | 1451                            |         |
| - Szene aus dem Märchen               | 15 | 18. März 1969     | 2.500.000         | Gerhard Bläser                  | 1452                            |         |
| - Szene aus dem Märchen               | 20 | 18. März 1969     | 2.500.000         | Gerhard Bläser                  | 1453                            |         |
| - Szene aus dem Märchen               | 25 | 18. März 1969     | 2.500.000         | Gerhard Bläser                  | 1454                            |         |
| - Szene aus dem Märchen               | 30 | 18. März 1969     | 2.500.000         | Gerhard Bläser                  | 1455                            |         |
|                                       | Märchen (V): Brüderchen und Schwesterchen Märchen der Gebrüder Grimm - Szene aus dem Märchen                                            | 5                 | 17. Februar 1970  | 2.500.000                       | Erika Bläser und Gerhard Bläser | 1545    |
| - Szene aus dem Märchen               | 10 | 17. Februar 1970  | 2.500.000         | Erika Bläser und Gerhard Bläser | 1546                            |         |
| - Szene aus dem Märchen               | 15 | 17. Februar 1970  | 2.500.000         | Erika Bläser und Gerhard Bläser | 1547                            |         |
| - Szene aus dem Märchen               | 20 | 17. Februar 1970  | 2.500.000         | Erika Bläser und Gerhard Bläser | 1558                            |         |
| - Szene aus dem Märchen               | 25 | 17. Februar 1970  | 2.500.000         | Erika Bläser und Gerhard Bläser | 1549                            |         |
| - Szene aus dem Märchen               | 30 | 17. Februar 1970  | 2.500.000         | Erika Bläser und Gerhard Bläser | 1550                            |         |
|                                       | Märchen (VI): Die Bremer Stadtmusikanten Märchen der Gebrüder Grimm - Szene aus dem Märchen                                             | 5                 | 23. November 1971 | 2.000.000                       | Erika Bläser und Gerhard Bläser | 1717    |
| - Szene aus dem Märchen               | 10 | 23. November 1971 | 2.000.000         | Erika Bläser und Gerhard Bläser | 1718                            |         |
| - Szene aus dem Märchen               | 15 | 23. November 1971 | 2.000.000         | Erika Bläser und Gerhard Bläser | 1719                            |         |
| - Szene aus dem Märchen               | 20 | 23. November 1971 | 2.000.000         | Erika Bläser und Gerhard Bläser | 1720                            |         |
| - Szene aus dem Märchen               | 25 | 23. November 1971 | 2.000.000         | Erika Bläser und Gerhard Bläser | 1721                            |         |
| - Szene aus dem Märchen               | 30 | 23. November 1971 | 2.000.000         | Erika Bläser und Gerhard Bläser | 1722                            |         |
|                                       | Märchen (VII): Die Schneekönigin Wintermärchen von Hans Christian Andersen - Szene aus dem Märchen                                      | 5                 | 28. November 1972 | 2.000.000                       | Gerhard Bläser                  | 1801    |
| - Szene aus dem Märchen               | 10 | 28. November 1972 | 2.000.000         | Gerhard Bläser                  | 1802                            |         |
| - Szene aus dem Märchen               | 15 | 28. November 1972 | 2.000.000         | Gerhard Bläser                  | 1803                            |         |
| - Szene aus dem Märchen               | 20 | 28. November 1972 | 2.000.000         | Gerhard Bläser                  | 1804                            |         |
| - Szene aus dem Märchen               | 25 | 28. November 1972 | 2.000.000         | Gerhard Bläser                  | 1805                            |         |
| - Szene aus dem Märchen               | 35 | 28. November 1972 | 2.000.000         | Gerhard Bläser                  | 1806                            |         |
|                                       | Märchen (VIII): Auf des Hechtes Geheiß Russisches Volks-Wintermärchen, überarbeitet von Alexei Tolstoi - Szene aus dem Märchen          | 5                 | 4. Dezember 1973  | 2.000.000                       | Gerhard Bläser                  | 1901    |
| - Szene aus dem Märchen               | 10 | 4. Dezember 1973  | 2.000.000         | Gerhard Bläser                  | 1902                            |         |
| - Szene aus dem Märchen               | 15 | 4. Dezember 1973  | 2.000.000         | Gerhard Bläser                  | 1903                            |         |
| - Szene aus dem Märchen               | 20 | 4. Dezember 1973  | 2.000.000         | Gerhard Bläser                  | 1904                            |         |
| - Szene aus dem Märchen               | 25 | 4. Dezember 1973  | 2.000.000         | Gerhard Bläser                  | 1905                            |         |
| - Szene aus dem Märchen               | 35 | 4. Dezember 1973  | 2.000.000         | Gerhard Bläser                  | 1906                            |         |
|                                       | Märchen (IX): Zwitscher hin und zwitscher her Russisches Volks-Wintermärchen, überarbeitet von Alexei Tolstoi - Szene aus dem Märchen   | 10                | 3. Dezember 1974  | 2.000.000                       | Erika Bläser und Gerhard Bläser | 1995    |
| - Szene aus dem Märchen               | 15 | 3. Dezember 1974  | 2.000.000         | Erika Bläser und Gerhard Bläser | 1996                            |         |
| - Szene aus dem Märchen               | 20 | 3. Dezember 1974  | 2.000.000         | Erika Bläser und Gerhard Bläser | 1997                            |         |
| - Szene aus dem Märchen               | 30 | 3. Dezember 1974  | 2.000.000         | Erika Bläser und Gerhard Bläser | 1998                            |         |
| - Szene aus dem Märchen               | 35 | 3. Dezember 1974  | 2.000.000         | Erika Bläser und Gerhard Bläser | 1999                            |         |
| - Szene aus dem Märchen               | 40 | 3. Dezember 1974  | 2.000.000         | Erika Bläser und Gerhard Bläser | 2000                            |         |
|                                       | Märchen (X): Des Kaisers neue Kleider Märchen von Hans Christian Andersen - Szene aus dem Märchen                                       | 20                | 18. November 1975 | 2.000.000                       | Gerhard Bläser                  | 2096    |
| - Szene aus dem Märchen               | 35 | 18. November 1975 | 2.000.000         | Gerhard Bläser                  | 2097                            |         |
| - Szene aus dem Märchen               | 50 | 18. November 1975 | 2.000.000         | Gerhard Bläser                  | 2098                            |         |
|                                       | Märchen (XI): Rumpelstilzchen Märchen der Gebrüder Grimm - Szene aus dem Märchen                                                        | 5                 | 14. Dezember 1976 | 2.100.000                       | Paul Rosié                      | 2187    |
| - Szene aus dem Märchen               | 10 | 14. Dezember 1976 | 2.100.000         | Paul Rosié                      | 2188                            |         |
| - Szene aus dem Märchen               | 15 | 14. Dezember 1976 | 2.100.000         | Paul Rosié                      | 2189                            |         |
| - Szene aus dem Märchen               | 20 | 14. Dezember 1976 | 2.100.000         | Paul Rosié                      | 2190                            |         |
| - Szene aus dem Märchen               | 25 | 14. Dezember 1976 | 2.100.000         | Paul Rosié                      | 2191                            |         |
| - Szene aus dem Märchen               | 30 | 14. Dezember 1976 | 2.100.000         | Paul Rosié                      | 2192                            |         |
|                                       | Märchen (XII): Sechse kommen durch die ganze Welt Märchen der Gebrüder Grimm - Szene aus dem Märchen                                    | 5                 | 22. November 1977 | 2.100.000                       | Paul Rosié                      | 2281    |
| - Szene aus dem Märchen               | 10 | 22. November 1977 | 2.100.000         | Paul Rosié                      | 2282                            |         |
| - Szene aus dem Märchen               | 20 | 22. November 1977 | 2.100.000         | Paul Rosié                      | 2283                            |         |
| - Szene aus dem Märchen               | 25 | 22. November 1977 | 2.100.000         | Paul Rosié                      | 2284                            |         |
| - Szene aus dem Märchen               | 35 | 22. November 1977 | 2.100.000         | Paul Rosié                      | 2285                            |         |
| - Szene aus dem Märchen               | 60 | 22. November 1977 | 2.100.000         | Paul Rosié                      | 2286                            |         |
|                                       | Märchen (XIII): Rapunzel Märchen der Gebrüder Grimm - Szene aus dem Märchen                                                             | 10                | 21. November 1978 | 2.000.000                       | Paul Rosié                      | 2382    |
| - Szene aus dem Märchen               | 15 | 21. November 1978 | 2.000.000         | Paul Rosié                      | 2383                            |         |
| - Szene aus dem Märchen               | 20 | 21. November 1978 | 2.000.000         | Paul Rosié                      | 2384                            |         |
| - Szene aus dem Märchen               | 25 | 21. November 1978 | 2.000.000         | Paul Rosié                      | 2385                            |         |
| - Szene aus dem Märchen               | 35 | 21. November 1978 | 2.000.000         | Paul Rosié                      | 2386                            |         |
| - Szene aus dem Märchen               | 50 | 21. November 1978 | 2.000.000         | Paul Rosié                      | 2387                            |         |
|                                       | Märchen (XIV): Märchen von der toten Zarentochter und den 7 Recken Märchen von Alexander Sergejewitsch Puschkin - Szene aus dem Märchen | 5                 | 27. November 1984 | 2.100.000                       | Werner Klemke                   | 2914    |
| - Szene aus dem Märchen               | 10 | 27. November 1984 | 2.100.000         | Werner Klemke                   | 2915                            |         |
| - Szene aus dem Märchen               | 15 | 27. November 1984 | 2.100.000         | Werner Klemke                   | 2916                            |         |
| - Szene aus dem Märchen               | 20 | 27. November 1984 | 2.100.000         | Werner Klemke                   | 2917                            |         |
| - Szene aus dem Märchen               | 35 | 27. November 1984 | 2.100.000         | Werner Klemke                   | 2918                            |         |
| - Szene aus dem Märchen               | 50 | 27. November 1984 | 2.100.000         | Werner Klemke                   | 2919                            |         |
|                                       | Märchen (XV): Verschiedene Märchen der Gebrüder Grimm - Wilhelm Grimm und Jacob Grimm, Germanisten, Märchenforscher                     | 5                 | 26. November 1985 | 2.100.000                       | Werner Klemke                   | 2987    |
| - Szene aus Das tapfere Schneiderlein | 10 | 26. November 1985 | 2.100.000         | Werner Klemke                   | 2988                            |         |
| - Szene aus Hans im Glück             | 20 | 26. November 1985 | 2.100.000         | Werner Klemke                   | 2989                            |         |
| - Szene aus Der gestiefelte Kater     | 25 | 26. November 1985 | 2.100.000         | Werner Klemke                   | 2990                            |         |
| - Szene aus Die sieben Raben          | 35 | 26. November 1985 | 2.100.000         | Werner Klemke                   | 2991                            |         |
| - Szene aus Der süße Brei             | 85 | 26. November 1985 | 2.100.000         | Werner Klemke                   | 2992                            |         |